# Вітторіо Арміньйон
Вітторіо Арміньйон (італ. Vittorio Arminjon, 9 жовтня 1830, Шамбері - 4 лютого 1897, Генуя) - італійський адмірал, дослідник та письменник.

## Біографія
Вітторіо Арміньйон народився 9 жовтня 1830 року у місті Шамбері, Савоя. Його батько, Матіас Арміньйон, був політиком, депутатом парламенту Сардинського королівства.
У віці 12 років Вітторіо Арміньйон вступив до Військово-морської школи в Генуї, яку закінчив у 1846 році у званні гардемарина 2-го класу. Протягом 1848-1849 років ніс службу у Верхній Адріатиці на борту фрегата «Сан-Мікеле» та корвета «Тріполі». У званні лейтенанта брав участь у Кримській війні на борту корветів «Аурора» і «Сан-Джованні».
Коли після закінчення австро-італо-французької війни 1859 року відповідно до Туринського договору 1860 року Франція отримала п'ємонтські Савою та Ніццу, Вітторіо Арміньйон подав у відставку і перейшов на службу у французький флот. Командував кораблями «Зенобі» (фр. Zénobie) і потім «Асмоді» (фр. Asmodée). Був нагороджений Орденом Почесного легіону.
Після проголошення 17 березня 1861 року Королівства Італія Вітторіо Арміньйон повернувся на службу в італійському флоті. Завдяки впливу Кавура отримав звання капітана II рангу. Він був призначений керівником артилерійського департаменту в Неаполі. У 1861 році був відряджений до Франції, де у місті Ла-Сейн-сюр-Мер завершилось будівництво броненосця «Террібіле», щоб прийняти командування кораблем. Завдяки своїй освіті (закінчив математичні студії в Туринському університеті та спеціальний курс із парових машин в Школі корпусу морських інженерів Франції) у 1862 році Вітторіо Арміньйон вирушив до Англії, де мав укласти договір із закупівля парових машин для нових кораблів італійського флоту.
У 1865 році командував фрегатом «Реджина», який здійснив похід з Неаполя до Монтевідео. Звідти на корветі «Маджкента» здійснив першу навколосвітню подорож одним кораблем італійського флоту. Місія мала дипломатичний характер, її метою було встановлення торгових контактів з Японією та Китаєм. Також на кораблі були вчені-натуралісти Філіппо Де Філіппі та Енріко Джильйоні, які здійснювали дослідження флори та фауни країн, які відвідував корвет. Зокрема, вони відкрили новий вид птахів, який назвали на честь Вітторіо Арміньйона (Pterodroma arminjoniana). Також експедиція зробила низку гідрографічних досліджень. За це Вітторіо Арміньйон був нагороджений золотою медаллю за заслуги Італійського географічного товариства.
25 серпня 1866 року Вітторіо Арміньйон уклав договір про дружбу торгівлю та судноплавство з Японією. 26 жовтня того ж року був укладений аналогічний договір з Китаєм. Відповідно до умов договору в Пекіні була розміщена дипломатична місія Італії, а для торгівлі був відкритий порт Тяньцзінь. Це був величезний успіх місії, оскілька до цього подібні привілеї мали лише Франція та Велика Британія. За після повернення до Італії у 1867 році Вітторіо Арміньйон був нагороджений Орденом Святих Маврикія та Лазаря.
У 1868 році Вітторіо Арміньйон отримав звання капітана I рангу. Ніс службу в департаменті морських озброєнь, у Військово-морській школі в Генуї. Командував броненосним фрегатом «Вітторіо Еммануеле», згодом 2-ю морською дивізією.
У 1876 році отримав звання контрадмірала. У 1877 році вийшов у відставку у зв'язку із досягненням граничного віку служби.
Помер 4 лютого 1897 року у Генуї.

## Публікації
- Delle granate reali a percussione ossia ricerche sopra le spolette fulminanti di proiettili cavi di forma sferica, Genova 1857;
- Brevi considerazioni intorno alla Marina Militare del Regno d'Italia, Genova-Torino 1861-64;
- Metodo per la formazione dei ruoli a bordo di una nave da guerra, Genova 1863;
- Il Giappone e il viaggio della corvetta Magenta nel 1866, ibid. 1869;
- Elementi di attrezzature e di manovra delle navi, ibid. 1875;
- Le ancore delle navi da guerra e mercantili, Torino 1878;
- Corazzate e torpediniere. Esame di un veterano sul criterio degli autori antichi, Genova 1888;
- Le métayage dans ses rapports avec la coûtume, Genova 1894.

## Нагороди

### Італійські
- Командор Ордена Корони Італії
- Командор Ордена Святих Маврикія та Лазаря

### Іноземні
- Кавалер Ордена Почесного легіону (Франція)